# Emily and The Orgasm Addicts

Emily and The Orgasm Addicts var et indie rock-band fra Aarhus, Danmark.
Deres debutalbum, Emily and the orgasm addicts, modtog fire ud af seks stjerner i musikmagasinet GAFFA og i soundvenue.

## Diskografi
- Emily and the orgasm addicts (2007)
- Animator (2012)